# Ryan Choi
Ryan Choi Chun-yin (kinesiska: 蔡俊彥; Jyutping: coi3 zeon3 jin6), född 9 oktober 1997, är en hongkongsk fäktare som tävlar i florett.

## Karriär
Vid olympiska sommarspelen 2020 i Tokyo, som arrangerades 2021, blev Choi utslagen i åttondelsfinalen i florett av japanske Takahiro Shikine. Han var även en del av Hongkongs lag tillsammans med Cheung Ka Long, Cheung Siu Lun och Lawrence Ng som blev utslagna av ROC i kvartsfinalen i lagtävlingen i florett.
Vid VM 2025 i Tbilisi tog Choi guld individuellt i florett efter att ha besegrat Kirill Borodatjov i finalen.